# Hrvoje Vukčić Hrvatinić
Hrvoje Vukčić Hrvatinić (cca. 1350–1416) a fost un nobil și magnat bosniac medieval, Mare Duce al Bosniei, cneaz de Donji Kraji și duce de Split. El a fost cel mai proeminent membru al familiei nobiliare Hrvatinić și unul dintre principalii feudali din Regatul Bosniei. El a fost Mare Duce al Bosniei (în bosniacă: Veliki Vojvoda Bosanski) în timpul a trei regi bosniaci: regele Tvrtko I, regele Ștefan Dabiša și regele Ștefan Ostoja. În 1403 a fost numit regent al Ungariei, Croației și Dalmației și a fost numit Duce de Split. El a jucat un rol crucial în luptele dinastice dintre pretendenții de Anjou și de Luxemburg la tronul maghiaro-croat la sfârșitul secolului al XIV-lea, precum și în apariția Regatului Bosniei ca putere regională în aceeași perioadă.

## Legături de familie
Hrvoje a fost fiul cel mare al ducelui Vukac Hrvatinić. A avut trei frați: Vuk (care a fost Banul Croației), Dragiša și Vojislav. Hrvoje a fost căsătorit cu Jelena Nelipčić, nepoata puternicului nobil croat Ivan I Nelipac (Prințul Nelipić) și sora lui Ivan al III-lea Nelipac (Ivaniš Nelipić). A fost menționat pentru prima dată în 1376 ca prinț și cavaler în timpul domniei regelui maghiar Ludovic I. Teritoriile peste care a domnit au fost Donji Kraji în Bosnia Medievală, cu Croația și Slavonia spre vest.

## Creșterea puterii lui Vukčić

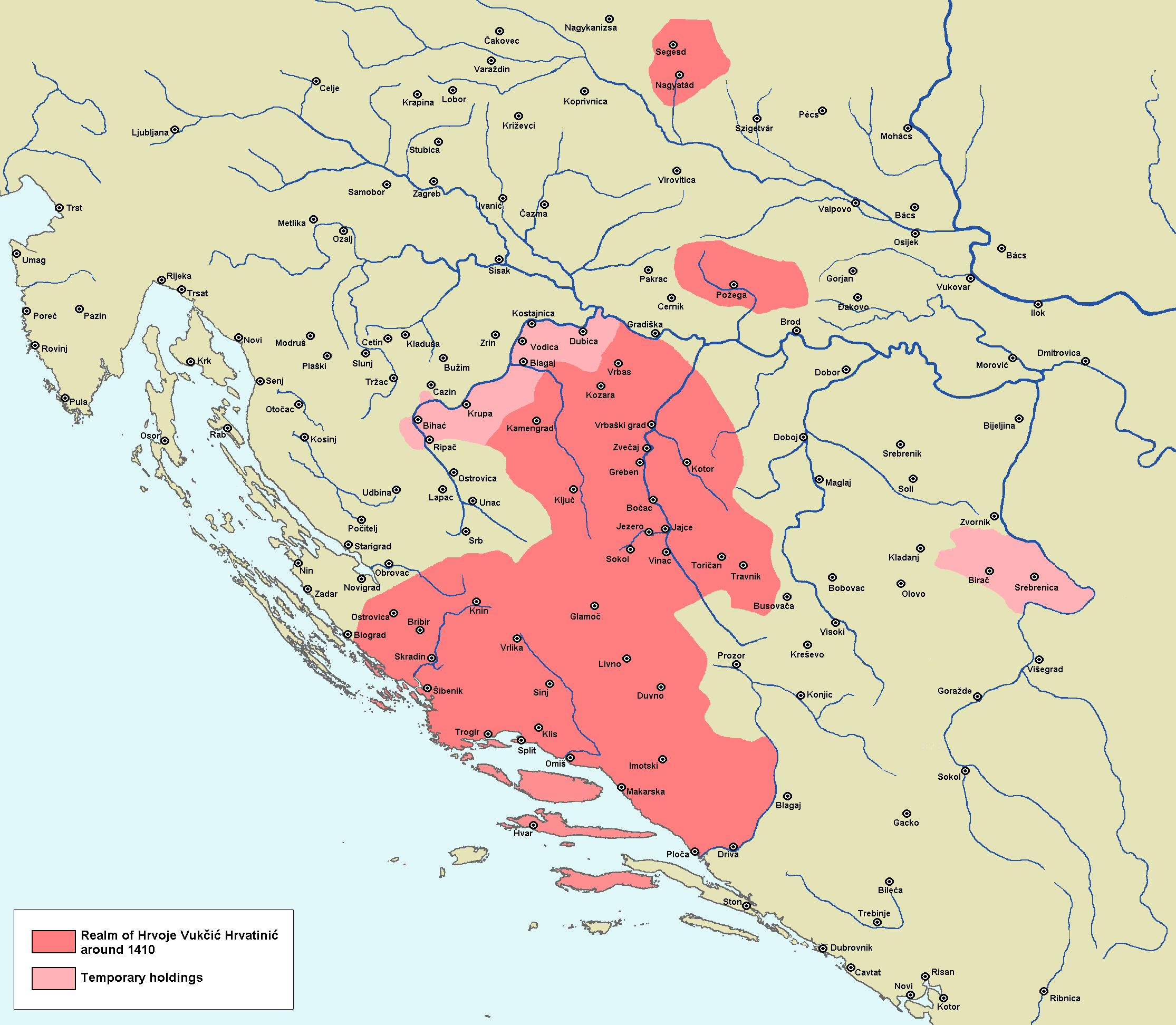
Ținutul lui Hrvoje Vukčić la începutul secolului al XV-lea

În anul 1380 a fost numit Mare Duce al Bosniei de către regele bosniac Stjepan (Ștefan) Tvrtko I din Casa de Kotromanić, care i-a acordat o cetate de scaun la Lašva. În 1387, prima acțiune a lui Hrvoje ca Mare Duce a fost de a conduce un escadron de trupe bosniace în Croația pentru a ridica asediul episcopului Ivan Horvat de la Zagreb. După moartea regelui Ludovic I, a participat la bătăliile de succesiune dintre Sigismund de Luxemburg și Ladislau de Napoli. El a fost de partea lui Ladislau care i-a făcut promisiunea de a-l numi ban al Croației și Dalmației în 1391. În timpul domniei regelui Ștefan Dabiša al Bosniei, el a participat la luptele împotriva turcilor otomani din Bosnia în 1392 - câștigând recunoștința eternă a regelui Dabiša. Hrvoje a devenit principala garanție a lui Dabiša de a rămâne pe tron - deoarece a declarat în 1393 că este un slujitor credincios al regelui maghiar în toate cazurile, cu excepția celor în care ar putea dăuna regelui Dabiša. În focul luptelor interne din Bosnia din 1397 în timpul reginei Jelena Gruba, Hrvoje le-a cerut ajutorul otomanilor. Ca opozant al reginei Jelena, el a participat la alegerea lui Ștefan Ostoja ca noul rege al Bosniei în mai 1398. Opunându-se pretențiilor maghiare ale regelui Sigismund, Hrvoje l-a influențat foarte mult pe regele Ostoja.

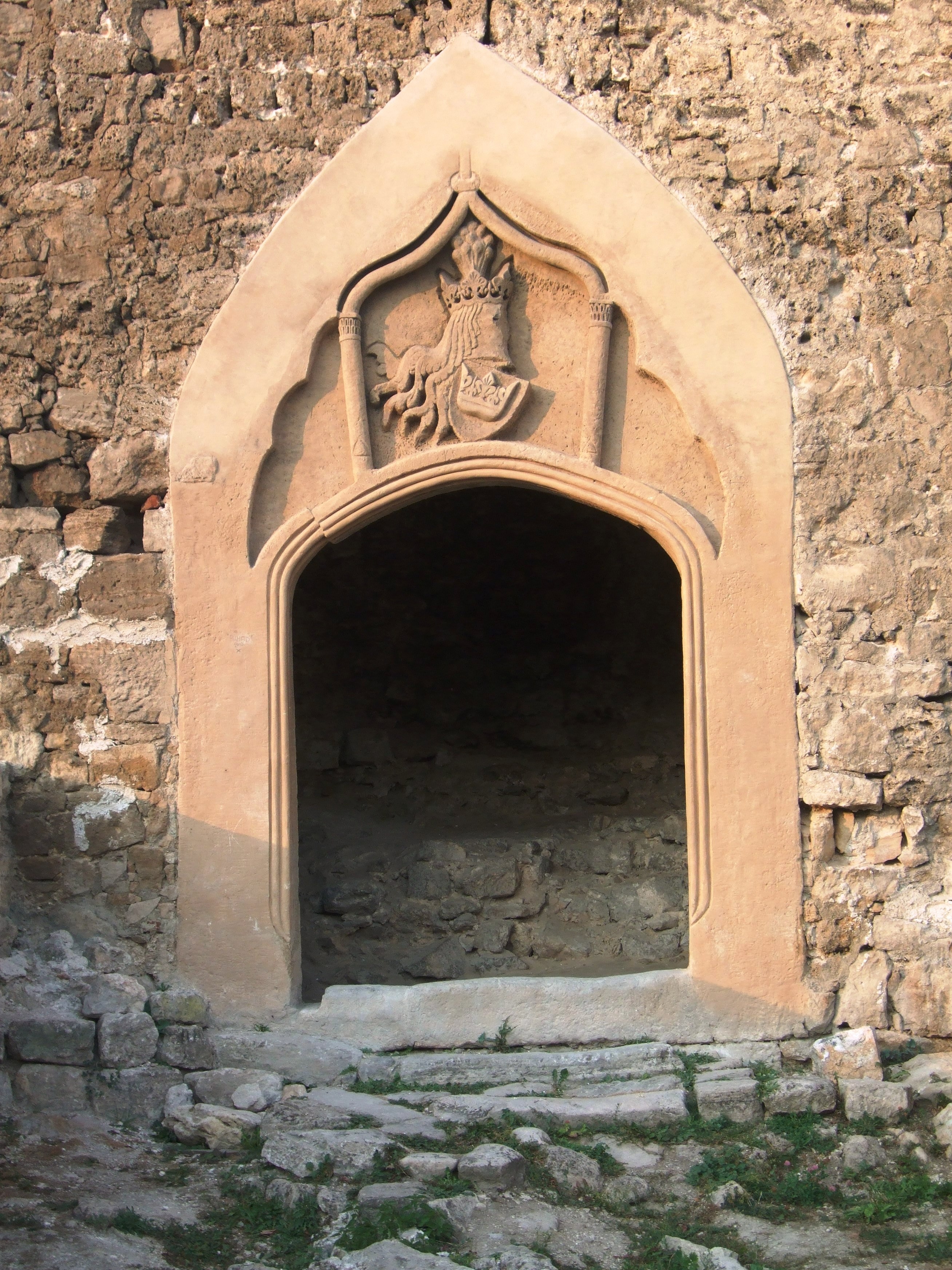
Cetatea Jajce, sediul lui Hrvoje Vukčić, intrare dinspre sud-vest cu stema Regatului Bosnia

Ducele Hrvoje s-a opus influenței regelui Sigismund în Bosnia și a fost suporter activ al lui Ladislau de Napoli pentru ca acesta să devină noul rege al Ungariei - el a părăsit Bosnia încă din 1389 și în același an regele Sigismund a invadat-o. Ducele Hrvoje a învins forțele acestuia înainte de a ajunge în orașul Vrbas și i-a urmărit peste râul Una, invadând și cucerind župa Dubica. Regele Sigismund a contraatacat în toamnă atacând Bosnia. În acel moment, ducele Hrvoje a condus forțele regelui Ștefan Ostoja, împreună cu ducele Sandalj Hranić și ducele Pavle Radenović. Până la sfârșitul anului 1402, ducele Hrvoje a făcut ca toate orașele dalmate, cu excepția Dubrovnikului, să recunoască stăpânirea regelui Ladislau.
După încoronarea lui Ladislau ca rege maghiar la Zadar în 1403 și în manevrele politice împotriva rivalului politic și a inamicului său, regele Sigismund, Ladislau l-a numit pe Hrvoje adjunctul său în teritoriul Dalmației, așa cum a promis, numindu-l vicar general al regiunilor din Sclavonia (in partibus Sclavonie). De asemenea, a fost numit duce de Split și i s-au dat posesiuni pe insulele Brač, Hvar și Korčula. De atunci a purtat titlul de „Mare Duce al Bosniei și cneaz de Donji Kraji, duce de Split, regent al Dalmației și Croației” și pe monede a fost trecut cu titlul vizibil de latină Dux Spaleti, Dalmatie Croatieque regius viceregens ac Bosne supremus vojvoda ca. În 1406, Hrvoje Vukčić Hrvatinić a fortificat și a întărit Cetatea Prozor dincolo de valea Vrlika din Croația, care i-a fost dată, de asemenea, de Ladislau de Napoli.

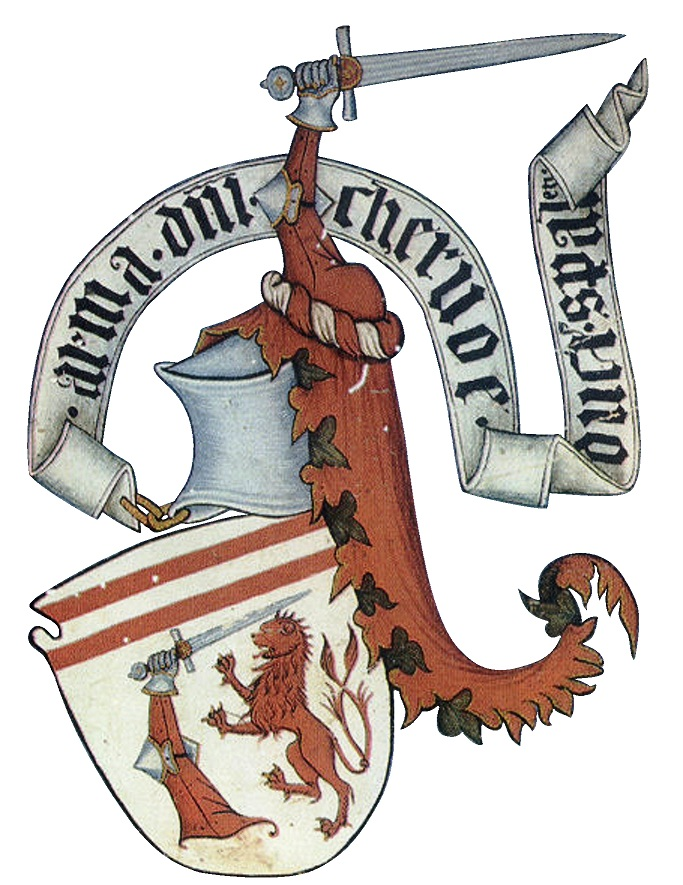
Stema ducală a lui Hrvoje Vukčić așa cum apare în cartea de rugăciuni a lui Hrvoje.

Hrvoje și-a exercitat continuu influența asupra Bosniei. El a intrat în conflict cu regele Ostoja și a participat la un complot împreună cu Sandalj Hranić Kosača pentru a-l detrona și pentru a-l înlocui cu Tvrtko al II-lea Kotromanić în 1404. Împreună cu Tvrtko al II-lea a format o alianță împotriva Ungariei și a lui Sigismund de Luxemburg. După intervenția militară a lui Sigismund în 1408 și masacrul asupra armatei bosniace, Hrvoje s-a aliat cu Sigismund. Cu toate acestea, victoria Ungariei în Bosnia și preluarea tronului de către regele Ostoja l-au slăbit grav. Curând a pierdut controlul asupra insulelor pe care acesta i le-a dat, precum și asupra Splitului. În acel moment, a căutat ajutor de la Imperiul Otoman. Armata maghiară a fost înfrântă la Lašva în 1415, dar această înfrângere a înlesnit expansiunea otomană în Bosnia. Hrvoje a murit în anul următor, iar văduva sa, Jelena Nelipčić, s-a căsătorit cu regele Ostoja.

## Cartea de rugăciuni
În timpul vieții sale, manuscrisul Hval și (cartea de rugăciuni) misalul lui Hrvoje au fost scrise în chirilică bosniacă și respectiv în alfabetul glagolitic. Codexul (manuscrisul) Hval este păstrat în prezent la Universitatea din Bologna, în timp ce misalul lui Hrvoje este păstrat la Biblioteca de Manuscrise de la Muzeul Palatului Topkapı din Istanbul.